# Capriata d'Orba
Capriata d'Orba est une commune italienne de la province d'Alexandrie, dans le Piémont.

## Administration
| Période                                  | Période | Identité | Étiquette | Qualité |
| ---------------------------------------- | ------- | -------- | --------- | ------- |
|                                          |         |          |           |         |
| Les données manquantes sont à compléter. |         |          |           |         |

### Jumelage
- Vinon-sur-Verdon (France) depuis 1997.

### Communes limitrophes
Basaluzzo, Castelletto d'Orba, Francavilla Bisio, Predosa, Rocca Grimalda, San Cristoforo, Silvano d'Orba